# Атеш, Сейран
Сейра́н Ате́ш (родилась 20 апреля 1963 года) — адвокат и мусульманская феминистка из Германии.

## Биография
Родилась в Стамбуле (Турция) в курдской семье. Когда ей было шесть лет, семья Сейран переехала в Германию. Она изучала право в Свободном университете Берлина и занимается юридической практикой с 1997 года, специализируясь в уголовном и семейном праве. Атеш — известный активист за гражданские права, известна требованием равноправия для мусульманских женщин и девочек.
Она неоднократно выступала с критикой в отношении иммигрантского мусульманского общества, зачастую более консервативного, чем в стране происхождения. В интервью в январе 2008 года на Национальном общественном радио, Хакан Атеш заявила, что ей приходится скрываться из-за угроз в её адрес. В одном конкретном инциденте, на неё и её подзащитную напал мужчина (муж подзащитной) в здании суда на глазах у свидетелей, которые предпочли не вмешиваться.
Атеш открыла в 2017 году мечеть Ибн-Рушд-Гёте. Это первая «либеральная мечеть» в Германии, где мужчины и женщины молятся вместе, а женщины могут брать на себя роль имама, ведущего молитву. Турецкие религиозные органы и совет при египетском Университете Аль-Азхар осудили этот проект, причём в адрес Атеш снова поступали угрозы.
В 2018 Сейран Атеш номинировалась на Премию имени Сахарова, присуждаемую Европарламентом за правозащитную деятельность. Однако премия была присуждена Олегу Сенцову.